# Tipuana chirensis
Tipuana chirensis är en insektsart som beskrevs av Young 1977. Tipuana chirensis ingår i släktet Tipuana och familjen dvärgstritar. Inga underarter finns listade i Catalogue of Life.